# إعصار شاري
كان إعصار شاري إعصارًا استوائيًا قصير الأجل فقد ظل على المسطحات المائية المكشوفة/ الواسعة بشمال المحيط الأطلسيحتى أواخر أكتوبر لعام 2010وتعتبر العاصفة ال18 والإعصارال11 من موسم الأعاصير الأطلسية النشطة بشكل غير طبيعي لعام 2010 ، حيث نشأ إعصار شاري من منطقة ذات حمل حراري ضعيف وسط المحيط الأطلسي وأصبحت عاصفة استوائية في الثامن عشر من أكتوبر. في البداية لم يكن من المحتمل أن تتجاوز سرعة الرياح 50 ميل في الساعة (85 كم / ساعة) ، تحدى شاري التوقعات وأصبح إعصارًا ضئيلًا في أكتوبر 30 ، يمر شرق برمودا . أثرت الظروف غير المواتية على العاصفة، وسرعان ما بدأ شاري يفقد الخصائص الاستوائية. في وقت لاحق من ذلك اليوم، وتدهورت عاصفة شاري إلى إعصار ما بعد المداري ، وصدر الاستشارة النهائية من قبل المركز الوطني للأعاصير .
في أواخر أكتوبر/تشرين الأول لعام 2010 ، بدأ المركز الوطني للأعاصير (ن ه ك)بمراقبة منطقة ضعيفة ذات الطقس غير المنتظم /المستقرعلى طول المحيط الجنوبي للنظام الأمامي ، يرتبط بامتداد سطحي واسع إلى الشرق-شمال شرق بورتوريكو. . مصحوبابانخفاض مستوى سطح البحر حيث يتراجع إلى الجنوب الغربي، عمل النظام على توليد مجموعات من الأمطار المتفرقة والعواصف الرعدية المعزولة، والتي كانت تعرف باسم الحمل الحراري. و تم تعزيز النشاط تدريجياً حيث أصبحت الظروف البيئية أكثر إستعدادا لمواجهته بمرور الوقت. حوالي 1200 صورة لقمر صناعي في 28 أكتوبر يو تي سي في أظهرت تكون سطح منخفض داخل المسطح المائي الصغير. فقد اشتد نشاط الأمطار والعواصف الرعدية، وقدرت هيئة المياه الوطنية في المحيط الهادئ فرصة كبيرة للتنمية الاستوائية أو شبه الاستوائية . في ذلك الوقت، ظل مركز التداول ضعيفًا. ومع ذلك، فقد تم تحديده بشكل أفضل في وقت لاحق من ذلك اليوم، مع وجود قدر ثابت من الحمل الحراري المقابل. على الرغم من أن القاع العلوي ظل متاخمًا، إلا أنه كان يقع جيدًا في الجنوب الغربي من نصف قطر الرياح الصغير للنظام، وهو هيكل غير نمطي لإعصار شبه استوائي. لذلك تم تصنيف النظام من الناحية التشغيلية على أن شاري عاصفة مدارية عند 0000 29 أكتوبر بالتوقيت العالمي المنسق، على الرغم من أن تحليل ما بعد الموسم كشف أن منخفضًا استوائيًا قد تشكل بحلول 1800 بالتوقيت العالمي المنسق في 28 أكتوبر، حوالي 520 ميل (830 كم) جنوب شرق برمودا . في وقت التصنيف، أشارت الوكالة إلى أن شاري سيكون إعصارًا استوائيًا قصير العمر نسبيًا بسبب الاندماج مع توقعات الجبهة الباردة في غضون 48 ساعة التالية.

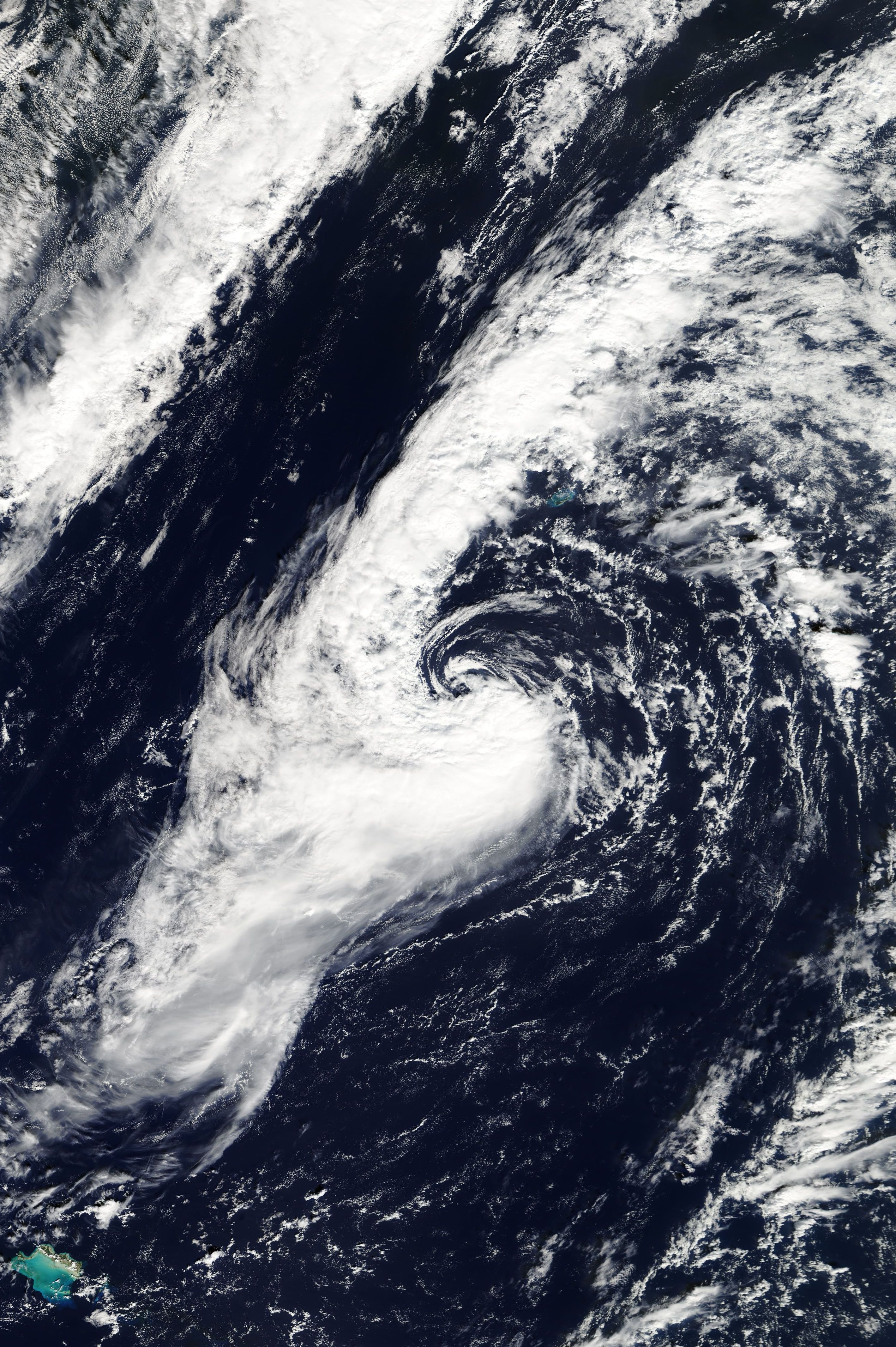
العاصفة الاستوائية شاري تقترب من برمودا في 29 أكتوبر

وتم توجيهه نحو الشمال الغربي بين الحد الأدنى والعلوي والتلال ذي المستوى المتوسط إلى الشمال الشرقي، وأصبح نمط سحابة إعصار شاري أقل تشوهًا حيث استمر في منفصلا بنفسه عن القاع الأعلى.و على الرغم من أن المركز ظل مكشوفًا جزئيًا، إلا أن الحمل الحراري تعمق بشكل متزايد داخل نصف الدائرة الغربي على مدار صباح اليوم التالي. ومع ذلك، مع انخفاض القاع العلوي إلى الجنوب، زاد هبوطه إلى الشمال فوق النظام، مما أدى إلى تحويل الحمل الحراري الداخلي إلى جنوب المركز. وبعد انخفاض كبير في سرعة إعصار شاري الأمامية، فقد بدأ الهواء الجاف في الانعطاف إلى الأرباع الشرقية والشمالية الشرقية من العاصفة، مما أدى إلى تآكل الحمل الحراري/ التعرية. ذلك لأن القاع الأعلى لم يحتفظ بتأثيريمكن ذكره أو لم يكن هناك أي تأثير إضافي، فقد انعطفت العاصفة إلى الشمال، ومن المتوقع أن تستعيد قوتها بشكل بسيط فقط وذلك استجابة لتحسن الظروف بشكل عشوائي عالياً. ومع ذلك، أوضحت العديد من التوقعات أن عاصفة شاري أصبحت إعصارًا في غضون 36 ساعة، والذي اعتبر في ذلك الوقت ن ه ك«مستبعدًا للغاية نظرًا لهطول الأمطار القوي للغاية وتوقعات درجات حرارة سطح البحر الباردة». ومع ذلك، كشفت البيانات من رحلة الصيادين عن وجود انخفاض في الضغط المركزي الأدنى وزيادة في سرعة الرياح القصوى ؛ و أعيد إطلاق الحمل الحراري في وقت لاحق من ذلك اليوم، واتسع بسرعة على الجانب الشرقي من الإعصار. كما تم توسيع نشاط العواصف الرعدية وتعميقه بشكل متماثل بالقرب من المركز خلال ساعات الليل، مصحوبا بتطوير خصائص البؤرة الصغيرة كما هو مذكور في صور الميكروويف. على الرغم من أن تصنيفات دفوراك كانت بعيدة كليا عن وصول مثل هذه الكثافة، فقد تمت ترقية النظام إلى فئة إعصار من الدرجة الأولى مصحوبا برياح بقوة 75 ميل في الساعة (120 كم / ساعة) في ال30 من أكتوبر - حيث وصفه االمتخصصون بأنه إعصار بسيط كان من الصعب ملاحظته قبل توفر صور للأقمار الصناعية بالموجات الدقيقة. وعند بلوغه لهذه الكثافة، ظل شاري في تدفق عميق جنوبي غربي على خط العرض الأوسط، مما أدى إلى حركة متسارعة نحو الشمال الشرقي.
تطل عليه من الشرق جبهة باردة قوية، واستمر الإعصار البحري الأدنى في زيادة سرعته فوق المياه الأكثر برودة تدريجيًا.. و بدأ إعصار شاري تدريجياً بفقدان تناظره الحراري، وعلى الرغم من بقاء البؤرة الصغيرة المميزة في صور الميكروويف. حيث بدأ حدوث تفاعل سريع مع الجبهة خلال ساعات، وهذايدل على إلى أن العاصفة كانت تدخل مرحلة انتقالية خارج المدارية . و أشارت البيانات المأخوذة من المخططات الفضائية لمرحلة الإعصار إلى أنإعصار شاري أصبح ما بعد الحالة المدارية حوالي 530 ميل (885 كم) جنوب شرق كيب ريس، ون ه ك توقف التحذيرات. في وقت لاحق من ذلك اليوم، تم امتصاص البقايا غير المدارية لإعصار شاري بالكامل من قبل نفس النظام المجاور.
وعقب صدور أول تقرير استشاري عن شاري في 28 تشرين الأول/أكتوبر، أصدرت حكومة برمودا تحذيرا عن عاصفة استوائية في الجزيرة بأسرها. ألغت جتبلو الرحلات الجوية من الولايات المتحدة إلى برمودا تحسبا للعاصفة / حذرا من العاصفة. وكان من المحتمل إغلاق الجسر حيث انه جسر منخفض يربط جزيرة سانت ديفيد بالبر الرئيسي، في الساعة 7:00 مساءا بالتوقيت المحلي في أكتوبر 29 ؛ تم إلغاء العديد من مباريات كرة القدم نتيجة لذلك. تم تعليق خدمة العبارات بين هاميلتون باريش وجزيرة سانت جورج مؤقتًا. وحث المسؤولون المحليون السكان على تأمين قواربهم كإجراء وقائي. تم إلغاء التحذير من العاصفة الاستوائية مساء أكتوبر 29 ، حيث لم يعد شاري يشكل تهديدًا لبرمودا.
ومنذ أن انعطف إعصار شاري بعيداً عن برمودا قبل أن يتمكن من ضرب الجزيرة بشكل مباشر، كانت آثاره بشكل محدود. حيث هطل 14 مم (0.54 بوصة) فقط من قطرات المطر أثناء مرور العاصفة، وانحسرت الرياح إلى 55 كم/ساعة (35 ميل/ساعة).